# خانم ریچل

ریچل آن آکورسو ( née Griffin ؛ متولد ۳۰ نوامبر ۱۹۸۲)، که بیشتر با نام خانم ریچل شناخته می‌شود، یوتیوبر، شخصیت رسانه‌های اجتماعی، خواننده، ترانه‌سرا و آموزگار آمریکایی است. او بیشتر به خاطر ساخت مجموعه یوتیوبی آهنگ‌هایی برای کوچولوها (Songs for Littles) شناخته می‌شود؛ مجموعه‌ای موسیقایی برای کودکان که بر توسعه زبان در نوزادان، نوپایان و کودکان پیش‌دبستانی تمرکز دارد.